# Slamboree
Slamboree var et pay-per-view-show inden for wrestling produceret af World Championship Wrestling. Det var ét af organisationens månedlige shows og blev afholdt i maj fra 1994 til 2000.
Oprindeligt havde Slamboree undertitlen A Legends' Reunion, fordi mange tidligere wrestlere fra bl.a. Jim Crockett Promotions ville komme og se showet live. De første udgaver af Slamboree indeholdt ligeledes en induktion af tidligere wrestlere i WCW Hall of Fame under showet.

## Resultater

### 1993
Slamboree 1993: A Legends' Reunion blev afholdt 23. maj 1993 fra Atlanta, Georgia.
- 2 Cold Scorpio og Marcus Bagwell besejrede Bobby Eaton og Chris Benoit
- Sid Vicious besejrede Van Hammer
- Dick Murdoch, Don Muraco og Jimmy Snuka kæmpede uafgjort mod Wahoo McDaniel, Blackjack Mulligan og Jim Brunzell
- Thunderbolt Patterson og Brad Armstrong besejrede Ivan Koloff og Baron Von Raschke
- Dory Funk, Jr. kæmpede uafgjort med Nick Bockwinkel
- Rick Rude og Paul Orndorff besejrede Dustin Rhodes og Kensuke Sasaki
- Sting besejrede The Prisoner
- WCW World Tag Team Championship: Hollywood Blonds (Brian Pillman og Steve Austin) besejrede Dos Hombres (Ricky Steamboat og Tom Zenk) i en Steel Cage Match
- NWA World Heavyweight Championship: Barry Windham besejrede Arn Anderson
- WCW World Heavyweight Championship: Davey Boy Smith besejrede Big Van Vader via diskvalifikation
  - Selvom Davey Boy Smith besejrede den regerende verdensmester, beholdt Big Van Vader VM-titlen.

### 1994
Slamboree 1994: A Legends' Reunion fandt sted 22. maj 1994 fra Philadelphia, Pennsylvania.
- WCW United States Heavyweight Championship: Steve Austin besejrede Johnny B. Badd
- Terry Funk kæmpede til en dobbelt diskvalifikation mod Tully Blanchard
- Larry Zbyszko besejrede Lord Steven Regal
  - Regals WCW World Television Championship ikke var på spil i kampen.
- Dustin Rhodes besejrede Bunkhouse Buck
- WCW World Heavyweight Championship: Ric Flair besejrede Barry Windham
- WCW World Tag Team Championship: Cactus Jack og Kevin Sullivan besejrede Nasty Boys (Brian Knobbs og Jerry Sags)
  - Cactus Jack erstattede Dave Sullivan, som var blevet skadet, og sammen med Kevin Sullivan vandt de VM-bælterne fra Nasty Boys.
- WCW International World Heavyweight Championship: Sting besejrede Vader
  - Sting erstattede Rick Rude i VM-titelkampen, da Rude havde fået en rygskadet, der endte med at sætte en stopper for hans karriere.

### 1995
Slamboree 1995: A Legends' Reunion fandt sted 21. maj 1995 fra St. Petersburg, Florida.
- WCW World Tag Team Championship: Nasty Boys (Brian Knobbs og Jerry Sags) besejrede Harlem Heat (Booker T and Stevie Ray)
  - Dermed vandt Nasty Boys VM-bælterne fra Harlem Heat.
- Kevin Sullivan besejrede The Man With No Name
- Wahoo McDaniel besejrede Dick Murdoch
- IWGP World Heavyweight Championship: The Great Muta besejrede Paul Orndorff
  - Denne VM-titel er den mest prestigefyldte i den japanske wrestlingorganisation New Japan Pro Wrestling, som World Championship Wrestling i denne periode havde en tæt samarbejde med.
- WCW World Television Championship: Arn Anderson besejrede Alex Wright
- Meng kæmpede uafgjort mod Road Warrior Hawk
- Sting besejrede Big Bubba Rogers
- Mega Powers (Hulk Hogan og Randy Savage) besejrede Ric Flair og Vader

### 1996
Slamboree 1996: Lord of the Ring fandt sted 16. maj 1996 fra Baton Rouge, Louisiana. Alle kampene, med undtagelse af titelkampene, var en del af Lethal Lottery – en tagteam-turnering, hvor wrestlerne var kommet på "tilfældelige" hold. De sidste otte wrestlere skulle derefter kæmpe i en Battle Royal, hvor vinderen fik en VM-titelkamp.
- 1. runde: Road Warrior Animal og Booker T kæmpede uafgjort mod Road Warrior Hawk og Lex Luger
  - Begge tagteams blev dermed elimineret fra turneringen.
- 1. runde: Public Enemy (Rocco Rock og Johnny Grunge) besejrede Chris Benoit og Kevin Sullivan
- 1. runde: Rick Steiner og The Booty Man besejrede Sgt. Craig Pittman og Scott Steiner
- 1. runde: VK Wallstreet og Hacksaw Jim Duggan besejrede Blue Bloods (Lord Steven Regal og Squire David Taylor)
- 1. runde: Dick Slater og Earl Robert Eaton besejrede Disco Inferno og Alex Wright
- 1. runde: Diamond Dallas Page og Barbarian besejrede Meng og Hugh Morrus
- 1. runde: Fire and Ice (Scott Norton og Ice Train) besejrede Big Bubba Rogers og Stevie Ray
- 1. runde: Ric Flair og Randy Savage besejrede Arn Anderson og Eddie Guerrero
- WCW Cruiserweight Championship: Dean Malenko besejrede Brad Armstrong
- 2. runde: Dick Slater og Earl Robert Eaton besejrede VK Wallstreet and Hacksaw Jim Duggan
- 2. runde: Public Enemy (Rocco Rock og Johnny Grunge) besejrede Ric Flair og Randy Savage
  - Ærkerivalerne Flair og Savage blev elimineret fra turneringen, da Savage angreb Flair, inden han havde nået til ringen.
- 2. runde Diamond Dallas Page og Barbarian besejrede Rick Steiner og The Booty Man
- WCW United States Heavyweight Championship: Konnan besejrede Jushin Liger
- Lord of the Ring Battle Royal: Diamond Dallas Page vandt en battle royal, der foruden ham selv bestod af Barbarian, Earl Robert Eaton, Ice Train, Scott Norton, Rocco Rock, Johnny Grunge og Dick Slater
  - Page blev kronet som Lord of the Ring og fik en VM-titelkamp ved The Great American Bash. Den VM-titelkamp blev dog inddraget aftenen efter under en episode af WCW Monday Nitro, hvor det blev afsløret, at Page faktisk havde ramt gulvet med foden og dermed blevet elimineret fra Battle Royal. I stedet for fik Lex Luger, der mærkeligt nok var røget ud af turneringen allerede i den første kamp, hans titelkamp.
- WCW World Heavyweight Championship: The Giant (m/ Jimmy Hart) besejrede Sting (m/ Lex Luger)

### 1997
Slamboree 1997 fandt sted 18. maj 1997 fra Charlotte, North Carolina.
- WCW World Television Championship: Steven Regal besejrede Último Dragón
  - Regal vandt dermed endnu engang WCW World Television Championship
- Madusa besejrede Luna Vachon
- Rey Mysterio, Jr. besejrede Yuji Yasuraoka
- Glacier besejrede Mortis via diskvalifikation
- WCW United States Heavyweight Championship: Dean Malenko besejrede Jeff Jarrett
- Meng besejrede Chris Benoit
- Steiner Brothers (Rick Steiner og Scott Steiner) besejrede Konnan og Hugh Morrus
- Steve McMichael besejrede Reggie White
- Ric Flair, Roddy Piper og Kevin Greene besejrede nWo (Kevin Nash, Scott Hall og Syxx)

### 1998
Slamboree 1998 fandt sted 17. maj 1998 fra The Centrum i Worcester, Massachusetts.
- WCW World Television Championship: Fit Finlay besejrede Chris Benoit
- Lex Luger besejrede Brian Adams
- Dean Malenko (klædt ud som Ciclope) vandt en Cruiserweight Battle Royal
  - Mange af WCW's letsværvægtere kæmpede om en titelkamp mod Chris Jericho senere samme aften.
  - De deltagende wrestlere var Evan Karagias, Ciclope, Damián 666, El Dogy, El Grio, Juventud Guerrera, Chavo Guerrero, Jr., Marty Jannetty, Billy Kidman, Lenny Lane, Psicosis, Super Calo, Johnny Swinger og Villano IV
  - Til sidst var kun Ciclope og Juventud Guerrera tilbage, men til alle overraskelse eliminerede Juventud sig frivilligt, og kort efter tog Ciclope sin maske af og afslørede, at han i virkeligheden var Dean Malenko, der var tilbage efter flere måneders pause.
- WCW Cruiserweight Championship: Dean Malenko besejrede Chris Jericho
  - Dean Malenko vandt dermed titlen.
- Diamond Dallas Page besejrede Raven i en Bowery Death Match
- Eddie Guerrero (med Chavo Guerrero, Jr.) besejrede Último Dragón
- WCW United States Heavyweight Championship: Goldberg besejrede Saturn
- Eric Bischoff besejrede Vince McMahon
  - WCW's præsident og leder af nWo, Eric Bischoff, havde udfordret organisationens konkurrent World Wrestling Federations ejer Vince McMahon til en kamp. McMahon mødte naturligvis ikke op, og Bischoff tvang dommeren til at udnævne Bischoff som vinder.
- Bret Hart besejrede Randy Savage
  - Roddy Piper var dommer i kampen.
  - Bret Hart vandt med hjælp fra Hollywood Hogan.
- WCW World Tag Team Championship: Sting og The Giant besejrede The Outsiders (Kevin Nash og Scott Hall)
  - Scott Hall vendte tilbage efter et par måneders pause og vendte mod slutningen af kampen ryggen på sin tagteam-partner Kevin Nash. Scott Hall sluttede sig dermed yderst overraskende til nWo Hollywood.
  - The Giant havde en uge inden sluttet sig til nWo Hollywood, men wrestlede alligevel sammen med Sting, der repræsenterede WCW, og sammen var de VM-bælterne.

### 1999
Slamboree 1999 fandt sted 9. maj 1999 fra TWA Dome i St. Louis, Missouri.
- WCW World Tag Team Championship: Raven og Saturn besejrede Rey Mysterio, Jr. og Billy Kidman og The Horsemen (Dean Malenko og Chris Benoit) (med Arn Anderson) i en Triangle Match
- Konnan besejrede Stevie Ray (med Vincent og Horace Hogan)
- Bam Bam Bigelow besejrede Brian Knobbs i en Hardcore Match
- WCW World Television Championship: Rick Steiner besejrede Booker T
  - Rick Steiner vandt titlen med hjælp fra Scott Steiner fra nWo.
- Gorgeous George (med Madusa, Miss Madness og Randy Savage) besejrede Charles Robinson (med Asya og Ric Flair)
  - Med sejren blev Randy Savage i stand til at gøre comeback i World Championship Wrestling efter et års fravær.
- WCW United States Heavyweight Championship: Scott Steiner besejrede Buff Bagwell
  - Rick Steiner, der tidligere på aftenen havde vundet WCW World Television Championship, kom ud til ringen og hjalp sin bror, Scott Steiner. Dermed blev Steiner Brothers genforenet for første gang i halvandet år.
- Roddy Piper besejrede Ric Flair (med Arn Anderson og Asya) via diskvalifikation
  - Ric Flair vandt egentlig kampen, men Eric Bischoff vendte tilbage til WCW og diskvalificerede Flair for at slå Piper ulovligt i hovedet.
- Sting kæmpede uafgjort mod Goldberg
  - Kampen blev stoppet, da Bret Hart vendte tilbage til WCW og angreb Goldberg.
  - Kort efter kom også de genforenede Steiner Brothers ud for at angribe både Sting og Goldberg.
- WCW World Heavyweight Championship: Kevin Nash besejrede Diamond Dallas Page
  - Randy Savage angreb Kevin Nash under kampen, hvilket fik dommeren til at diskvalificere Page, men dermed også lade ham forsvare titlen. Eric Bischoff kom så til ringen og forlangte, at kampen blev startet forfra. Nash var kort efter i stand til at vinde WCW's VM-titel for anden gang.

### 2000
Slamboree 2000 fandt sted d. 7. maj 2000 i Kemper Arena i Kansas City, Missouri.
- WCW Cruiserweight Championship: Chris Candido besejrede The Artist
- WCW Hardcore Championship: Terry Funk besejrede Norman Smiley og Ralphus i en Handicap match
- Shawn Stasiak besejrede Curt Hennig
- WCW United States Heavyweight Championship: Scott Steiner besejrede Captain Rection
- Mike Awesome og Chris Kanyon kæmpede uafgjort
- Lex Luger besejrede Buff Bagwell
- Shane Douglas besejrede Ric Flair
- Sting besejrede Vampiro
- Hulk Hogan (med Horace Hogan) besejrede Billy Kidman (med Torrie Wilson)
  - Eric Bischoff var dommer i kampen.
- WCW World Heavyweight Championship: Jeff Jarrett besejrede Diamond Dallas Page og David Arquette i en Ready to Rumble Cage match